# Projet de constitution girondine
 (février 2023).
Motif : Dans l'état actuel, il semble que ce soit juste la paraphrase de la version de Wikisource, il faudrait des résumés et des commentaires venant d'études historiques
 (novembre 2023).
Le Plan de constitution girondin, présenté à la Convention nationale les 15 et 16 février 1793 par Nicolas de Caritat, ci-devant marquis de Condorcet, se compose de trois parties :
- Une Exposition des principes et des motifs du plan de constitution, environ 80 pages
- Un Projet de déclaration des droits naturels, civils et politiques des hommes, en 33 articles
- Un Projet de constitution française, de 13 titres

Le travail est signé par huit des neufs membres du Comité de constitution : Condorcet, Gensonné, Barrère, Barbaroux, Paine, Pétion, Vergniaud et Sieyès. Danton se refuse lui à parapher le document.

## Les principes et motifs
Dans l'exposition des principes et motifs du plan de constitution dont il fait la lecture devant la Convention nationale, Cordorcet débute, en vrai mathématicien, par une description du « problème à résoudre » :

« Donner à un territoire de vingt-sept mille lieues carrées, habité par vingt-cinq millions d'individus, une constitution qui, fondée uniquement sur les principes de la raison et de la justice, assure aux citoyens la plus entière jouissance de leurs droits ; combiner les parties de cette constitution, de manière que la nécessité de l'obéissance aux lois, de la soumission des volontés individuelles à la volonté générale, laisse subsister dans toute leur étendue, et la souveraineté du peuple, et l'égalité entre les citoyens, et l'exercice de la liberté naturelle, tel est le problème que nous avions à résoudre . »

Sont ensuite exposés, dans l'ordre :
- les justifications philosophiques de l'abolition de la monarchie ;
- les motifs de préférer l'unité et l'indivisibilité de la république à l'instauration d'un ordre confédéral ou fédéral ;
- une argumentation en faveur d'une constitution qui permet aux représentants élus de ne concevoir de lois que celles soumises 1) aux limites de la loi constitutionnelle qu'ils ne peuvent changer ; 2) à la censure du peuple, qui demeure le seul dépositaire de la souveraineté ;
- les assemblées primaires : leurs fonctions (élections, réclamations, censure des lois, approuver/rejeter la convocation d'une convention nationale, ou un projet de constitution, ou une proposition issue du corps législatif), leur relation avec l'assemblée de représentation nationale ;
- les raisons de préférer, pour la délégation des pouvoirs du peuple, un principe d'action unique à de multiples principes d'actions indépendants tenus en équilibre par leur concurrence ;
- les raisons de préférer une forme constitutionnelle unicamérale, les moyens de se prémunir contre les dangers de lois adoptées précipitamment ;
- les raisons de préférer un conseil exécutif peu nombreux à un seul individu ; la composition, le renouvellement et le fonctionnement du conseil ; sa subordination au pouvoir législatif qui cependant ne peut en destituer les membres ;
- l'indépendance du trésor public vis-à-vis le conseil exécutif ; les jurés des comptes ;
- la division administrative du territoire en grandes communes ;
- l'administration des départements ; la subordination des administrateurs au conseil exécutif ; leur surveillance par le corps législatif ;
- l'administration de la justice ; le jugement par jurés en matière civile, seulement après l'échec d'un arbitrage ;
- l'institution d'un jury national pour juger les fonctionnaires dans les cas de délits contre la liberté du peuple ou la sûreté de l'État ;
- la révision des jugements, leur possible cassation attribuée à des censeurs ;
- l'abolition de la peine de mort pour les délits particuliers ;
- les mêmes droits politiques à tous les hommes de 21 ans, nés en France ou établis en France depuis un an ; justifications philosophiques ; éligibilités aux places pour tous les citoyens de 25 ans et plus ;
- le mode électoral inspiré des travaux académiques sur « les probabilités des décisions rendues à la pluralité des voix » effectués par Condorcet lui-même[4]; élections à deux scrutins, préférentiels, à date fixe, le premier pour former une liste de présentation des candidats qui sont par la suite élus définitivement au moyen du deuxième ;
- les relations extérieures et la guerre ;
- le renouvellement de la constitution via une convention nationale indépendante du corps législatif ;
- conclusion philosophique sur les objectifs de la constitution ; résumé des principes et motifs des auteurs ;

## La déclaration des droits
Le premier article déclare les droits naturels, civils et politiques des hommes qui sont la liberté, l'égalité, la sûreté, la propriété, la garantie sociale, et la résistance à l'oppression.
Les articles 2 à 9 traitent de la liberté et de l'égalité, apporte une définition à ces deux mots.
Les articles 10 à 22 traitent de la sûreté et de la propriété.
L'article 23 déclare un droit à l'instruction élémentaire.
L'article 24 traite des secours publics.
Les articles 25 à 30 traitent de la garantie sociale.
Les articles 31 et 32 traitent de la résistance à l'oppression.
L'article 33, le dernier, déclare le droit du peuple de revoir, de réformer et de changer sa constitution.

## La constitution

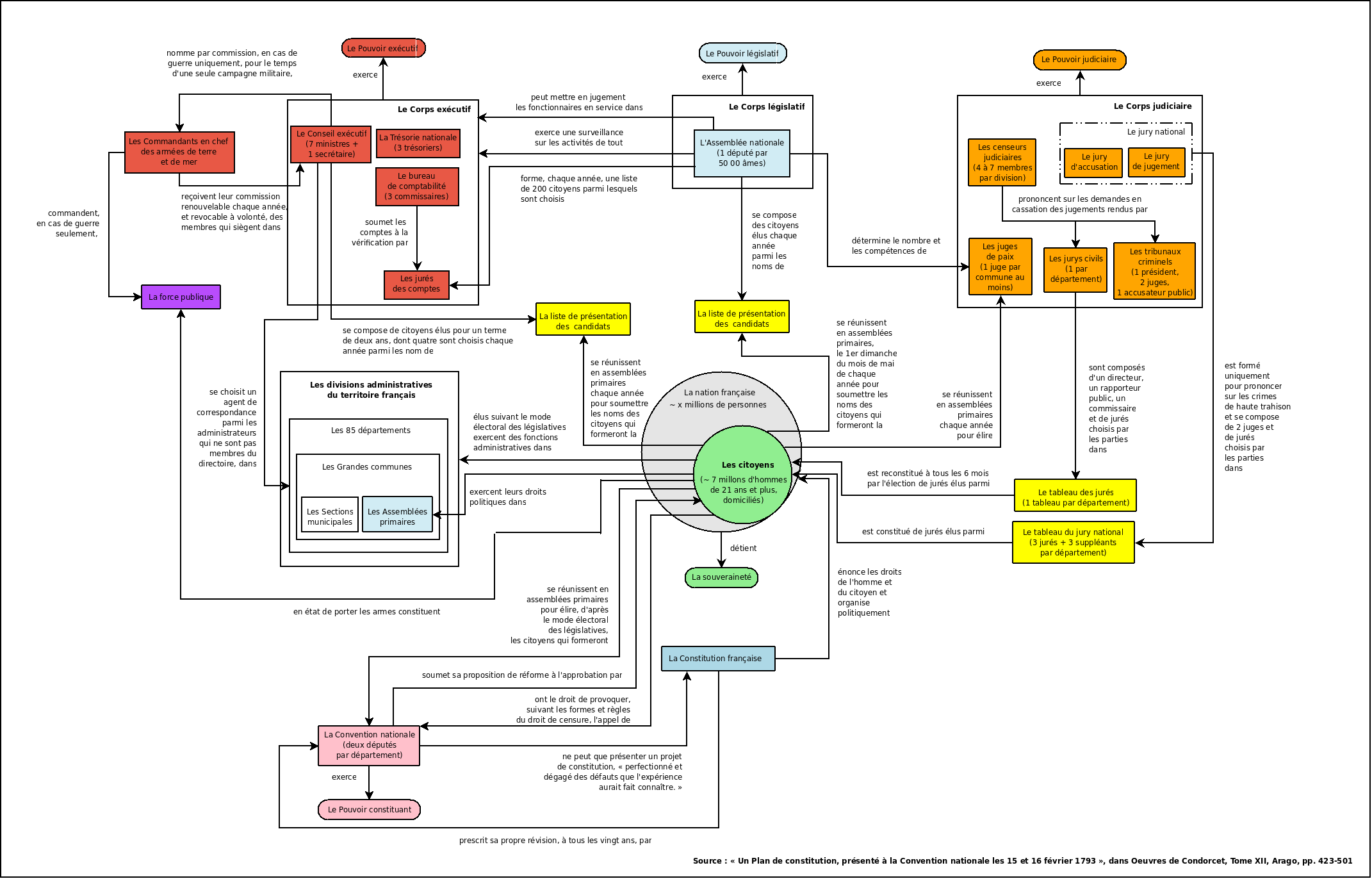
Constitution de Condorcet de 1793

### Le territoire
Le territoire de la République française conserve les 85 départements déjà existants. Les départements sont divisés en grandes communes, elles-mêmes subdivisées en sections municipales et assemblées primaires.

### La citoyenneté
La qualité de citoyen est attribuée aux hommes de 21 ans et plus, au bout d'une année ininterrompue de résidence sur le sol français par suite de leur inscription au tableau civique d'une Assemblée primaire. Toutes les fonctions publiques sont ouvertes aux citoyens de 25 ans et plus.
En plus du droit de vote, les citoyens jouissent du droit de censure des actes émanant de leurs représentants et du droit de pétition.

### L'administration
Chaque département est administré par un conseil administratif de 18 membres, dont quatre forment le directoire. Les communes sont dirigées par une administration de municipalité composée de 12 membres et d'un maire, qui préside l'administration. Les communes comprenant plus d'une section contiennent des agences subordonnées à la municipalité. La moitié des membres des corps administratifs des départements est renouvelé à tous les deux ans, trois mois après la date des élections législatives. Le mode des élections municipales n'est pas une loi constitutionnelle.

### Le mode électoral
Les citoyens exercent leur droit de vote dans des assemblées primaires comprenant entre 450 et 900 membres. Les assemblées primaires élisent un bureau responsable du registre des citoyens, de la convocation des assemblées primaires lorsque la constitution le prescrit et du dépouillement des bulletins de vote.
Les élections comportent deux scrutins : 
- un premier scrutin servant à préparer la liste de présentation des candidats;
- un deuxième scrutin servant à l'élection des candidats de la liste établie par le premier scrutin.

Lors du premier scrutin, les électeurs reçoivent du bureau de registre un bulletin de vote identifié à leur nom. Ils y écrivent (ou font écrire pour les illettrés) autant de noms qu'il y a de postes à élire et déposent leur bulletin au bureau.
La liste de présentation est formée des noms qui ont reçu le plus de voix, en nombre triple des postes devant être renouvelés. Sont rajoutés un nombre égal de suppléants pris parmi ceux qui ont obtenu le plus de voix après les candidats. Les candidats et suppléants ont 15 jours pour se désister après quoi la liste, classée selon le nombre de suffrages et sans les suppléants restants, devient définitive.
Lors du second scrutin, les électeurs reçoivent un bulletin à deux colonnes, l'une nommée « Première Colonne d'élection », l'autre « Colonne supplémentaire », chacune étant divisée en autant de cases qu'il y a de personnes à élire.
Si un candidat reçoit la majorité des voix de la première colonne, il est immédiatement élu. Sinon, les voix des deux colonnes sont additionnées et ceux qui obtiennent la majorité de cette façon sont élus. Les autres sont élus à la pluralité des voix si les postes ne sont pas déjà tous comblés.

### L'exécutif
L'exécutif est constitué d'un conseil de huit membres : sept ministres et un secrétaire. La législation, la guerre, les affaires étrangères, la marine et les contributions publiques ont chacun leur propre ministre. Un sixième ministre est responsable de l'agriculture, du commerce et des manufactures et un septième des secours, des travaux, des établissements publics et des arts. La présidence du conseil passe d'un ministre à l'autre tous les quinze jours.
Le conseil est renouvelé par moitié tous les ans et ses membres sont élus pour deux ans. Chaque membre du conseil est élu par un scrutin séparé.
Le corps législatif peut mettre en jugement les membres du conseil.
Trois commissaires à la trésorie nationale sont élus pour trois ans suivant le mode d'élection du conseil exécutif.

### Le législatif
Le corps législatif est constitué d'une seule chambre, l'assemblée législative nationale. Il est renouvelé au cours d'élections tenues le premier dimanche du mois de mai de chaque année. Il y a un député par cinquante mille âmes et des suppléants en nombre égal des députés. Les députés qui n'ont pas siégé au bout d'un mois sont remplacés par un suppléant. Les députés exercent les fonctions de président et secrétaires de l'assemblée législative pour un mois au plus.
La loi constitutionnelle précise, à l'aide de plusieurs exemples, la distinction entre les actes législatifs qui sont des lois et ceux qui sont des décrets et décrit en détail le processus de formation de la loi.
Un bureau de 13 députés est formé tous les mois pour faire rapport sur tous les projets de loi ou de décret. Les membres du bureau ne peuvent être élus qu'une seule fois au cours de la même législature.

### Le judiciaire
La justice civile et la justice criminelle sont réunies dans un code de loi uniforme pour l'ensemble de la république.
Il y a au moins un juge de paix par commune, élu pour un an et rendant justice sans frais par conciliation des parties. Dans chaque département il y a un jury civil composé d'un directeur, d'un rapporteur public, d'un commissaire national, et de jurés. Le tableau des jurés civils d'un département est constitué deux fois l'an par l'élection d'un juré sur 100 citoyens inscrits sur les tableaux civiques des assemblées primaires.
En matière criminelle, la peine de mort est abolie pour les délits privés. Tous les citoyens ont le droit d'être jugés par un tribunal composé de jurés. Les accusés passent devant un premier jury responsable de déclarer s'il y a matière à procès et si c'est le cas un deuxième jury composé d'au moins 12 jurés déclarera sur le fait.
Des censeurs judiciaires sont élus tous les deux ans et sont chargés de casser les jugements fait en contravention de la loi.
Un jury national prononce sur les crimes de haute trahison déterminés par le code pénal.

### Le militaire
Les citoyens en état de porter les armes constituent la force publique de la République. Le conseil exécutif nomme les généraux via commission, le temps d'une campagne et en cas de guerre seulement. Les citoyens des communes nomment les commandants de la garde nationale.

### La convention
La constitution est modifiée par la convention nationale, convoquée par le corps législatif à tous les vingt ans. La convention peut aussi être proposée par tout citoyen ou le corps législatif si la majorité des citoyens le juge nécessaire et l'approuve par un vote en assemblée primaire. Les membres de la législature ne peuvent être élus à la convention et celle-ci ne peut siéger plus d'un an. Le projet de constitution doit être accepté par le peuple.

### Les contributions
Le peuple par lui-même ou par ses représentants consent aux contributions publiques, qui sont délibérées annuellement par le corps législatif et ne peuvent subsister au-delà d'une année sans renouvellement expresse. La part du produit de l'industrie ou du travail dont chaque citoyen a besoin pour subsister n'est pas imposable. Les départements et communes ne peuvent établir de contributions publiques particulières que sur autorisation du corps législatif. Les comptes des dépenses sont rendus publics.

### Les relations extérieures
La République française ne fait la guerre par les armes que « pour le maintien de sa liberté, la conservation de son territoire et la défense de ses alliés ». La guerre ne peut être décrétée que par le corps législatif, au moyen d'un scrutin signé, dont le moment a été fixé trois jours à l'avance et après « avoir entendu le Conseil exécutif sur l'état de la République ».

## Application
Le pouvoir exécutif est assez limité. Les Girondins, pourtant décrits comme américanophiles, s'inspirent peu de la récente Constitution américaine.
Saint-Just est très critique de la Constitution, notamment de son pouvoir exécutif, même s'il faut y voir un ton polémique plus par opposition aux Girondins.

## Sources primaires
- Convention nationale (comité de constitution), « Plan de Constitution présenté à la Convention nationale les 15 et 16 février 1793, l'an II de la République (Constitution girondine) », dans la Digithèque de matériaux juridiques et politiques de Jean-Pierre Maury, en ligne depuis 1998 (Université de Perpignan)
- Nicolas de Caritat, Marquis de Condorcet, « Exposition des principes et des motifs du plan de constitution » dans Arthur O'Connor et François Arago. Œuvres de Condorcet, Paris : Firmin Didot frères, 1847, tome 12, pp. 335-415 (en ligne)